# Хусамеддин Тимурташ
Хусамеддин Тимурташ (тур. Hüsameddin Timurtaş) — сын Иль-Гази. Правитель бейлика Артукогуллары с центром в Мардине в 1122—1153/54 годах, правитель Алеппо в 1124 году.
Хронисты утверждали, что Иль-Гази назначил Тимурташа своим преемником и наследником во всех землях, кроме Алеппо, который он передал своему союзнику и племяннику Балаку. Ему же Иль-Гази поручил опекать Тимурташа. Однако Майяфарикин занял брат Тимурташа, Сулейман.
После смерти Балака в 1124 году Тимурташ унаследовал Алеппо, но был вынужден от него отказаться. Вскоре после Балака умер Сулейман, и Тимурташ предпочёл сосредоточиться на управлении городами Артукидов в регионе Диярбакыр.
Несмотря на конфликты с Артукидами Хисн-Кайфы и Имадеддином Занги, Тимурташ сумел сохранить бейлик и правил около 30 лет. К моменту своей смерти в 1153/54 году он был самым могущественным правителем в регионе.

## Биография

### При жизни отца
Тимурташ был сыном Иль-Гази. К. Хилленбранд писала, что в 1124 году ему было 18 лет, то есть, относила его рождение примерно к 1106 году. Первые упоминания Тимурташа относятся к 1117/18 году. В этом году жители Алеппо пригласили Иль-Гази прийти из Мардина и освободить их город от Ак-Сункура. Алеппо имел стратегическое значение, но владеть им было опасно для мусульман из-за соседства с государствами крестоносцев Антиохии и Эдессы. По словам хрониста из Алеппо, Камаль аль-Дина, горожане отчаянно нуждались в безопасности города. В городе сменилась череда правителей-сельджукидов — Тутуш, Рыдван, Алп Арслан аль-Ахрас  ибн Рыдван, Султан-шах ибн Рыдван — при которых процветали злоупотребления. В  1117/18 году Иль-Гази не смог захватить цитадель Алеппо, и ему пришлось оставить Тимурташа в городе (возможно, в качестве заложника), а самому отправиться за подкреплением. После смерти сельджукского султана Мухаммеда Тапара, в  1118 году Тимурташ, по поручению отца, ездил к преемнику Мухаммеда, Махмуду, чтобы принести оммаж. В 1119 году Иль-Гази занял цитадель Алеппо. Он навёл порядок в городе, назначил Тимурташа своим заместителем и представителем и вернулся в Мардин. В 1121/22 году Иль-Гази назначил своим заместителем в Алеппо другого сына, Сулеймана, а Тимурташа послал в Багдад поднести дары султану Махмуду и ходатайствовать перед ним за Дубайса, который сначала разграбил окрестности Багдада и потребовал от халифа ответа за смерть своего отца, а затем сбежал к Иль-Гази. Тимурташ провёл переговоры в Багдаде. В Мардин он вернулся с грамотой о даровании его отцу Майяфарикина.
После грузинской экспедиции Иль-Гази Сулейман под влиянием окружения пошёл на конфликт с отцом. Балак и Иль-Гази прибыли в Алеппо в  ноябре 1121 года и жестоко расправились с советчиками Сулеймана, но сам он извинился перед отцом и был прощён. Перед тем, как уехать из города, Иль-Гази поручил город другому Сулейману — своему племяннику, сыну брата Абдулджебара.

### Смерть отца и наследование
В 1122 году во время осады Зарданы Иль-Гази заболел и вернулся в Алеппо, чтобы лечиться. Пробыв некоторое время в Алеппо, он почувствовал себя лучше и переехал в Мардин, а оттуда в сопровождении жены и сына Сулеймана отправился в недавно полученный от султана Майяфарикин, но по пути умер. Вдова Иль-Гази и его сын привезли тело в Майяфарикин. Опасаясь, что их не впустят в цитадель, вдова прибегла к уловке. Когда они прибыли ночью к воротам, то посадили на лошадь мёртвое тело Иль-Гази, которое поддерживали два воина. Стражникам сказали, что Иль-Гази болен, и те отворили ворота. Таким образом Сулейман попал в город и стал в нём править. По словам К. Хилленбранд, нет никакой уверенности в том, что Иль-Гази назначал Сулеймана своим преемником в Майяфарикине. Михаил Сириец утверждал, что Иль-Гази назначил своим наследником Тимурташа, править Майяфарикином Сулейман стал случайно: «скончался в пути, распорядившись, чтобы после него правил его сын Хусам ад-Дин Тимур-Таш. Этот же отсутствовал, и его /другой/ сын, Сулайман, сопровождавший отца, отвёз его в Майферкат, похоронил и стал там править».
На момент своей смерти Иль-Гази правил в городах Мардин, Алеппо и Майяфарикин. По словам Матвея Эдесского, своим наследником в Алеппо Иль-Гази сделал Балака. Согласно Ибн аль-Азраку, Тимурташ был в Мардине со своим атабеком (наставником) и не испытал затруднений в получении контроля над городом после известия о смерти своего отца, так как уже владел цитаделью. По словам Ибн аль-Каланиси, сначала Сулейман и Тимурташ оставались в дружеских отношениях.

### На службе у Балака
Два года после смерти отца 516—518 (1122—1124) Тимурташ провёл на службе у Балака, которому Иль-Гази доверил заботу о сыне. В начале 1124 года Тимурташ и Балак объединились с атабеком (наместником) Мосула Ак-Сункуром и атабеком Дамаска Тугтегином для помощи жителям осаждённого крестоносцами Тира. Перед отбытием к Тиру Балак должен был взять под контроль Манбидж, поскольку правитель города Хасан ибн Гюмюштекин, вассал Балака, объявил себя вассалом графа Эдессы Жослена I. Тимурташа Балак поставил во главе своей армии, и тот занял Манбидж и захватил Хасана. По сообщению Ибн аль-Адима, Тимурташ приказал протащить Хасана обнажённым через терновник, а затем заключить в крепость Палу. Гарнизон цитадели Манбриджа, в которой находился Иса, брат Хасана, оказал сопротивление и не сдался, и Тимурташ осадил её. Иса обратился за помощью к Жослену, предложив взамен отдать ему город. Балак и Тимурташ осаждали цитадель две недели, а затем 5 мая к Манбиджу подошёл Жослен с армией крестоносцев из 10 000 человек. Две армии вступили в бой, и сражение закончилось, по мнению К. Каэна и К. Алптекина, победой Балака. Жослен отступил в Тель-Башир. На следующий день Балак был убит стрелой, пущенной из крепости.

### Алеппо
Тимурташ, назначенный Балаком наследником, отвёз его тело в Алеппо 17 мая 1124 года. Короткое правление Тимурташа в городе было малоуспешным. Ибн аль-Адим писал: «когда он овладел Халебом, любовь и игра отвлекали его от исполнения государственных дел, и от этого происходили вред и ослабление положения мусульман». У. Стивенсон назвал его «некомпетентным». Г. Гибб писал, что Алеппо достиг апогея своих несчастий, «поскольку теперь он оказался в зависимости от ленивого сына Иль-Гази и преемника в Мардине, Тимурташа». По словам К. Хилленбранд, «общеизвестно, что Алеппо было трудно управлять, и восемнадцатилетний мальчик вряд ли был идеальным человеком, чтобы управлять им». Ему не хватало опыта и советников.
В мае 1124 года наместник Тимурташа в Шабахтане (область недалеко от Мардина) отразил нападение наместника Жослена из аль-Рухи, взяв большую добычу. Тимурташ назначил его шихне Алеппо. Визирем он назначил Абу Мухаммада ибн ал-Мавсула, но 12 сентября 1124 года сместил его и назначил Абу-р-Раджу ибн ас-Сартана.
На Алеппо претендовал Дубайс. Ещё в  1121 году, отправляясь в грузинскую кампанию, Иль-Гази позвал его с собой и обещал ему Алеппо за помощь в кампании. После смерти Балака Дубайс пытался захватить город и связался с частью жителей. В Алеппо проживало много шиитов, а у Дубайса был статус лидера арабских шиитов, что делало его опасным соперником в борьбе за Алеппо. Тимурташ раскрыл заговор и изгнал Дубайса из города.
В заключении в Алеппо находился король Иерусалима Балдуин II, взятый Балаком в плен в апреле 1123 года. После смерти Балака Балдуин оказался в руках Тимурташа, который стал вести переговоры по поводу выкупа. Посредником был эмир Шайзара (дядя Усамы ибн Мункыза). В это время в Сирию снова прибыл Дубайс. Его появление в регионе угрожало слабой власти Тимурташа в Алеппо. Тимурташ выдвинул Балдуину условия, которые тот согласился принять, среди них было требование поддержать Тимурташа против Дубайса. В июне — июле 1124 года соглашение между Балдуином и Тимурташем было заключено.  30 августа 1124 года эмир Шайзара отпустил Балдуина. После освобождения Балдуин и не думал соблюдать обещанное.
Он вступил в союз с Дубайсом, хотя обещал этого не делать. Вероятно, Балдуин и Дубайс заключили соглашение, по которому весь регион должен был перейти к Балдуину, а Дубайс становился его вассалом и наместником Алеппо. По словам Ибн аль-Адима, «И мой отец, да помилует его Бог, сказал мне со слов своего отца: встретились Дубайс, Жослен и Балдуин. <…> Дубайс и франки пришли к соглашению. А именно: Халеб отойдёт к Дубайсу, а жители и их имущество — к франкам, и некоторые местности в области Халеба тоже отойдут к франкам». Дубайс встретился с Тимурташем в бою на Мардж Дабик (Дабикском поле) и прогнал его из региона Алеппо.

### Возвращение в Мардин
После поражения от Дубайса, Тимурташ отступил в Мардин и обратился за помощью к брату Сулейману (сентябрь 1124). Пока Тимурташ часто бывал вдали от Мардина на службе у Балака, братьям сравнительно легко было поддерживать мирные отношения. Но позже, как писал Ибн аль-Каланиси, между двумя братьями возникла ссора, «продолжившаяся из-за их обоих недостатков». Раздор начался, когда Тимурташ вернулся в Мардин. Присутствие по соседству брата мешало Сулейману расширять территории. Ибн аль-Фурат указывал, что Сулейман готовился к нападению на Тимурташа. Примерно через месяц после приезда Тимурташа из Алеппо Сулейман умер. По словам К. Хилленбранд, это могло быть не просто совпадением. Но прямых данных о причастности Тимурташа к смерти брата нет.
Согласно Г. Вату, Тимурташ собрал войско и собирался вернуться с ним в Алеппо, но выступлению помешала смерть Сулеймана. Их двоюродный брат Давуд из Хисн-Кайфы направился к Майяфарикину, желая его захватить. Когда Балдуин завоевал Алеппо, Дубайс, сидя в цитадели, нуждался в срочной помощи и отправил к Тимурташу послов, среди которых был прадед Ибн аль-Адима. Послы прибыли, когда Тимурташ собирался отправиться в Майяфарикин, чтобы опередить Давуда; они умоляли его отправиться в Алеппо. Тимурташу надо было выбрать либо Алеппо, либо Майяфарикин и он выбрал последний.  Ибн аль-Адим писал, что «жители Халеба находились при нём, и он задерживал их и обнадёживал», «он давал им обещания, но не выполнял их». Хронист осуждал такое отношение Тимурташа к Алеппо. Но, по мнению К. Хилленбранд, решение Тимурташа отказаться от Алеппо ради Майяфарикина можно признать реалистичным и дальновидным. Судьбу посольства  Ибн аль-Адим описал так: «И написал мой дед Абу-л-фадль Хибат Аллах ибн ал-Кади Абу-л-Ганам письмо своему отцу, [который находился тогда при Тимурташе], сообщая ему, какое положение создалось в Халебе из-за голода, поедания падали и болезней. Но его письмо попало в руки Тимурташа, и тот рассердился» и приказал «установить надзор за депутатами Халеба и запретить им сношения с кем бы то ни было». С трудом они бежали за помощью в Мосул к Ак-Сункуру.
После Алеппо интересы Тимурташа редко выходили за пределы региона Диярбакыра. В зрелые годы он предпочитал переговоры, а не хитрость или применение военной силы.

### Отношения с Занги и Давудом
Двоюродный брат Тимурташа Давуд правил Хисн-Кайфой примерно с 1108/09 года. При жизни Иль-Гази Давуд подчинялся ему и участвовал в его кампаниях сам или присылал войско, но подчиняться Тимурташу он не желал. После смерти Балака Давуд захватил Хартперт. В дальнейшем он мог начать захватывать и земли Тимурташа. Однако в 1126 году атабеком Мосула стал Имадеддин Занги и это объединило Артукидов. Соперничество между двоюродными братьями Давудом и Тимурташем отступило перед опасностью вторжения на их территории общего врага. Утвердившись в Мосуле, Занги осадил принадлежавший Тимурташу Нусайбин, и Тимурташ обратился к Давуду за помощью. Занги перехватил голубя с посланием от Тимурташа в Нусайбин и подменил его, обманом заставив гарнизон города сдаться. В 1130 году Давуд и Тимурташ заключили союз с Илальди Иналоглу и другими туркменскими вождями против Занги, но, несмотря на это, потерпели поражение от Занги, который взял Дару и Сарудж. После этого поражения союз между Тимурташем и Давудом распался. Тимурташ укрепил свою власть над оставшимися двумя городами.
Через год Давуд захватил несколько крепостей к югу от озера Ван. Вероятно, Тимурташ опасался Давуда и потому подчинился Занги, став его вассалом, чтобы получить защиту от Давуда. В 1134 году Занги и Тимурташ одержали победу над Давудом. Затем Занги захватил крепость аль-Сур и передал её Тимурашу. Однако это не слишком усилило позиции Тимурташа. К тому же, Занги проводил в Дияр-Бакре мало времени. Как только Занги ушёл, Давуд напугал Тимурташа до такой степени, что в 1135/36 году он даже сам разрушил часть своего же Майяфарикина, будучи не в состоянии защитить её от своего двоюродного брата. В 1136/37 Тимурташ захватил последнее оставшееся владение марванидов — Хаттах.
С 1135/36 года Тимурташ в течение десятилетия вёл осторожную дипломатическую игру, заключая союзы то с одной, то с другой стороной. В 1138/39 году правитель Насибина Абу Бакр бежал к Тимурташу в поисках защиты от Занги. Когда Артукид отказался выдать Абу Бакра, Занги захватил Дару, Рас аль-Айн и Габал-Гур. В это время Занги получил известие о смерти своего наместника в Харране. Он отправился туда, поручив своему визирю Салах ад-Дину вступить в переговоры. Салах ад-Дин предлагал Тимурташу вернуть ему Дару за выдачу Абу Бакра. Тимурташу удалось уладить конфликт, дочь Тимурташа Сафия была отдана в жёны Занги. По словам Ибн Арака, Тимурташ не выдал Абу-Бакра. Однако он, понимая, что не сможет далее его защищать, приказал доставить его ко двору султана Месуда. Занги узнал об этом и добился передачи Абу-Бакра ему.
Отношения с Занги нормализовались, но с Давудом возник новый конфликт. Он осадил Майяфарикин. После девяти дней безуспешной осады Давуд завоевал Тель Саих, откуда совершал набеги на окрестности Майяфарикина. Многие жители бежали из города. Так длилось до весны 1141 года. Затем кузены встретились в Майяфарикине и заключили перемирие сроком на один год. Когда вскоре после этого Тимурташ назначил нового визиря в Майяфарикин, смещённый Хабаси бежал в Мосул, где убедил Занги начать поход против Артукидов. Имадеддин захватил Хизан, аль-Мадан, Ирун и Каталбас в двух бейликах Артукидов. Поскольку нападение на Мардин, Амид или Хисн-Кайфу было бесперспективно, кампания Занги закончилась у Майяфарикина. Его Занги обещал отдать свергнутому визирю Хабаси, который был настолько ненавидим в городе, что два жителя пробрались в лагерь осаждающих и убили его. Это в конечном итоге привело к возвращению армии Занги в Мосул.
Известно, что в 1141/42 году Тимурташ заключил соглашение с Давудом. В августе 1144 года Давуд умер и Занги захватил почти все его территории. Преемником Давуда в Хисн-Кайфе стал его сын Кара Арслан. Занги сразу захватил Сиван, Арканайн, Хармук и Маркатайн. Кара Арслану пришлось просить о помощи графа Эдессы Жослена II. Как плату он предлагал замок Бибола к северу от Гергера. Жослен покинул Эдессу с большей частью гарнизона, чем воспользовался Занги. В ноябре 1144 года он взял Эдессу. Занятостью Занги, в свою очередь, воспользовался Тимурташ. Он связался с правителями Ахлата, Битлиса, Эрзена и Амида, которые признали свою зависимость от него. Сын Тимурташа Неджмеддин Альпы женился на дочери Ахлатшаха Сукмана. В том же году Тимурташ отправил армию во главе со своим племянником Мухаммедом против Кара Арслана. Мухаммед одержал блестящую победу. Усиление Артукидов Мардина не входило в планы Занги. В 1145/46 году Занги захватил Майяфарикин. Предположительно, это была демонстрация силы с его стороны, призванная запугать Тимурташа. Ибн аль-Азрак писал, что Тимурташ и Занги поссорились, но не уточнял причин.
Несколько крестьян сбежали из Мосула в Мардин, и Занги потребовал вернуть их. Но Тимурташ заявил, что забирает у крестьян только одну десятую часть урожая, и что, если бы Занги поступал так же, они бы не сбежали. Атабек Мосула угрожающе ответил: «Если бы не было меня, то ты давно бы перестал пить воду в Мардине, и франки взяли бы его». В итоге Тимурташ отослал земледельцев назад.
В 1146 году Занги был убит при осаде крепости Джабер. К концу 1146/47 года оба соперника Тимурташа — Давуд и Занги — были мертвы, а Тимурташ был жив и владел Мардином и Майяфарикином. Его политика оправдала себя.

### После смерти Занги
Смерть Занги разорвала политические связи между Сирией и Месопотамией. Владения Занги разделили его сыновья: Нуреддин Махмуд правил в Сирии, а Сейфеддин Гази в Мосуле. Артукиды освободились от опасности. Согласно Ибн аль-Азраку, когда ещё не прошло и месяца с момента смерти Занги и ещё до того, как Сейфеддин Гази почувствовал себя достаточно сильным, чтобы заявить права на владения своего отца, Тимурташ немедленно захватил на севере Хани, Исирд, Габал-Гур, Сиван, Маркатаин и юль-Карнайн; на юге — Мувазар, часть Маузана, Гамалин, Рас аль-Айн и плодородные земли Шабахтана, часть Басми и часть Карадана. Сын Давуда Кара Арслан, в свою очередь, захватил Бахмард, Танзи, Каталбас, город Суф и крепость аль-Хитум в Тур-Абдине. У правившего в Амиде Махмуда Иналоглу Кара Арслан отобрал города Эргани, Халар, Тулхум и Шермюк. За год до смерти Занги Кара-Арслан уже потерпел решительное поражение от войск Тимурташа, поэтому вскоре признал его полный сюзеренитет.
Визирь Махмуда, Нисаноглу Муейидуддин, отправился к Тимурташу. Он заявил о подчинении Тимурташу и принял участие в осаде Тимурташем Сиирта в 1148 году. В том же 1148 году Муейидуддин просватал дочь Тимурташа, Сафие-хатун, за эмира Махмуда. Брачный контракт, подписанный в Майяфарикине, имел условием 50 000 динаров махра. Однако год спустя Сафие-хатун умерла, и Нисаноглу отказался заплатить махр её отцу. В ответ в 1151 году Тимурташ осадил Амид. Нисаноглу смог убедить Тимурташа снять осаду и вернуться в Мардин в обмен на доход Амида того года. Однако Муейидуддин затаил недовольство и убил в Мардине визиря Тимурташа Зейнеддина, которого он считал ответственным за нападение. Армия Артукидов осадила Амид во второй раз в том же году, но эта осада так же длилась недолго — после вмешательства визиря Ахлатшахов было достигнуто перемирие. Члены семей визиря Муейидуддина и эмира Махмуда заявили о подчинении Тимурташу. Таким образом, с 1151 года Иналогуллары были подчинены Мардинской ветви Артукидов.
Нуреддин Махмуд, наследовавший сирийские земли Занги, был больше нацелен на борьбу с крестоносцами, чем на войну с правителями Джазиры за контроль путей из Сирии в Ирак, поэтому он предпочёл договориться с Артукидами, не вмешиваясь в дела региона.
Тимурташ был самым могущественным правителем в Джазире. Поэтому первая кампания Сейфеддина Гази (в 1148/49 году) была направлена против него. Гази отбил захваченные Тимурташем Дару и Шабахтан. Но Тимурташ потерпел лишь временную неудачу. Затем он договорился выдать за Гази одну из своих дочерей и получил от будущего зятя обещание отдать эти города. Гази послал своего визиря, чтобы забрать невесту из Мардина и сопроводить в Мосул после того, как был передан выкуп за невесту в размере 20 000 динаров. Но Сейфеддин Гази скончался в сентябре 1149 года, не успев заключить брак. Дочь Тимурташа вышла замуж за другого сына Занги, Кутбеддина Мавдуда, обещавшего вернуть Дару Тимурташу. Несмотря на это обещание, в июне 1150 года комендант не впустил Тимурташа в замок, и последнему пришлось брать крепость силой.
Кутбеддин Мавдуд получил власть в Мосуле. Но самый важный форпост Мосула, Синджар, захватил Нуреддин Махмуд. К нему прибыл посланник от Кара Арслана с предложением помощи. Кара Арслан искал союзника против Тимурташа, который укрепил связи с Ахлатом и Мосулом при помощи брачных союзов. С этого момента Кара-Арслана и Нуреддина связали прочные дружеские отношения. Нуреддин и Кутбеддин примирились: Нуреддину отошёл Хомс, а Кутбеддину — Синджар. Таким образом было достигнуто окончательное соглашение о разделе наследства Занги.
Тимурташ выиграл и от успехов Зангидов против крестоносцев. Поскольку граф Эдессы Жослен был взят в плен туркменами и передан Нуреддину Махмуду, правитель Мардина в июле 1150 года смог захватить аль-Биру и Самосату, важнейшую переправу на Евфрате. В июне 1152 года халиф прислал ему символические знаки признания независимым правителем: почётные одежды и грамоту о праве на правление. Тимурташ получил официальное признание от Багдада только через тридцать лет после начала своего правления. Вероятно, он действительно стал обладать реальной властью лишь к самому концу своего правления. 20 января 1154 года Тимурташ умер в Мардине. Наследовал ему 28-летний сын Неджмеддин Альпы.

## Личность и значение

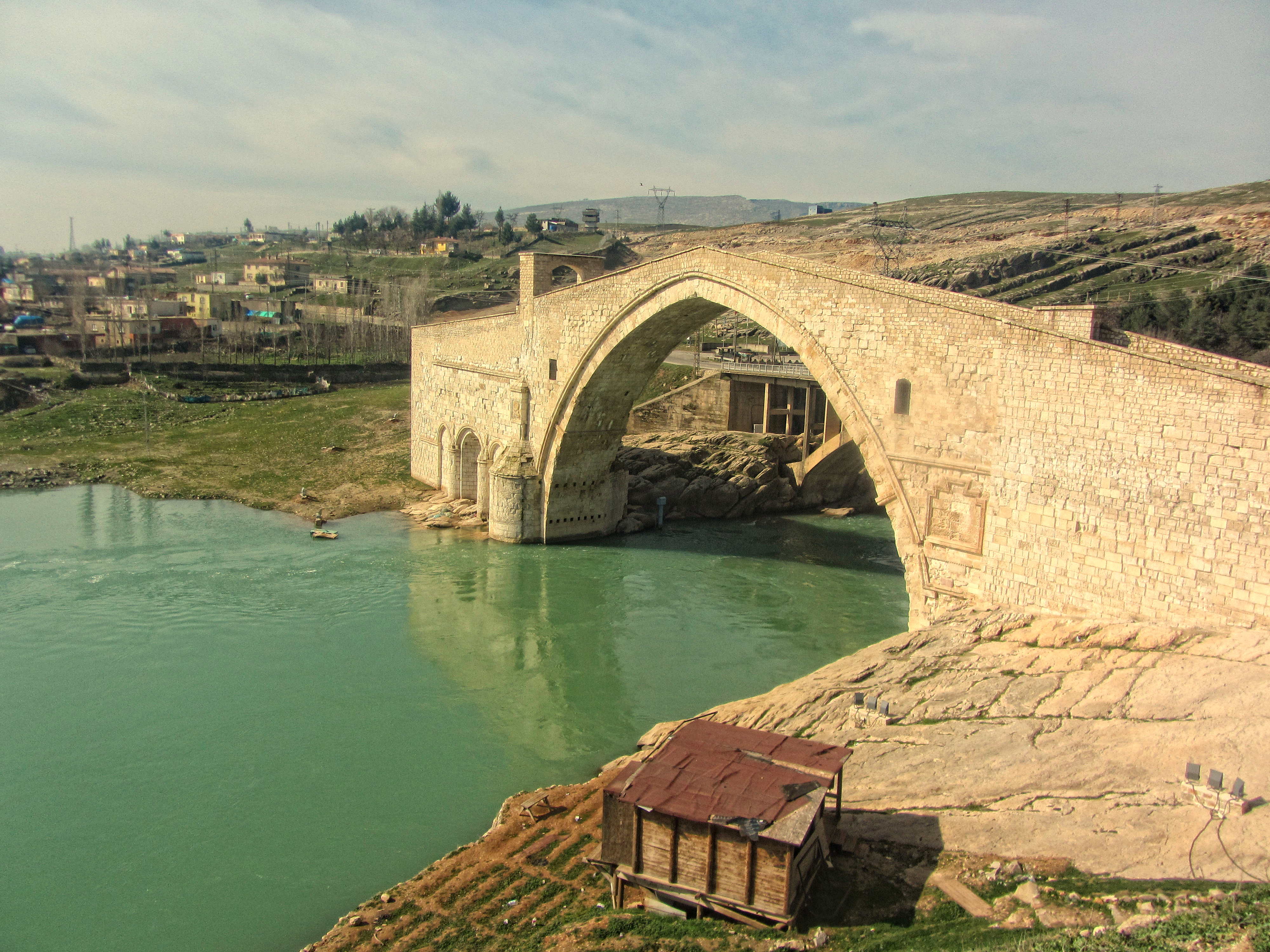
Мост Малабади

В конце своего правления Тимурташ отчеканил монеты. В период его правления к северу от Майяфарикина был открыт медный рудник. Ибн Аль-Азрак сообщал, что ездил в Мардин к Тимурташу за рудой. В 1146—1154 годах был построен мост Малабади на реке Батман у Майяфарикина.
Михаил Сириец сообщал, что поначалу Тимурташ плохо относился к христианам, но в конце своего правления изменил отношение. Ибн аль-Азрак упомянул, что, возможно, один из советников Тимурташа, Ибн Мухтар, был христианином. К. Каэн же твёрдо утверждал, что Ибн Мухтар был христианином.
Все свидетельства указывают на то, что Тимурташ перед смертью обладал значительной властью и был признан самым могущественным правителем в Дияр-Бакре. Главное значение правления Тимурташа в том, что ему удалось сохранить бейлик, несмотря на наличие более сильных соседей в начале правления.

## Семья
- Жена[78] — вдова Аяза, брата Тимурташа

- Дочь — Сафийя, старший ребёнок Тимурташа. Родилась до 1126/27 года. Муж — Имадеддин Занги. Брак заключен в 1139 году. Умерла в 544 году Хиджры.

- Жена[78] — дочь Салтукида Зияэддина Гази. Брак заключен в 1125 или 1126 году[83][84].

- Сын — Неджмеддин Альпы, род. 1127;
- Сын — Джамаледдин Туграти (Джевти), род. 1128; ему его брат дал Хани, ас-Сиван и Хисн-Калбу;
- Сын — Шемсамеддин Бахрам, владыка Дары.
- Дочь — Хадийя-хатун, жила со своим братом Джамаледдином Туграти в Хани. Муж 1 — Арслан Тогмиш, старший сын Артукида Хисн-Кайфы Давуда с 537 года Хиджры. Он вскоре умер, как и их родившийся сын. Муж 2 — с 547 года Хиджры Джалал ал-Мулук, сын дочери Рыдвана и Сулеймана бен Абдулджебар;  Он умер в 554 г. Х. Муж 3 — Сейфеддин Махмуд, сын Артукида Хисн-Кайфы Давуда.

- Жена[78] — дочь Рыдвана, ранее бывшая женой Бедреддина Сулеймана бен Абдулджебар, двоюродного брата Тимурташа. Ибн аль Азрак утверждал, что «принцесса приехала в Мардин после смерти Сулеймана в сопровождении его сына. Она поселилась в Мардине, и аль-Саид Хусам аль-Дин женился на ней. Он отдал её сыну Джалал аль-Мулук в жены свою дочери Хадийе Хатун в (5)47. Джалал аль-Мулук жил до 554 года, когда он умер за пределами Насибина»[87]
- Матери неизвестны:

- Дочь — Зумурруд-хатун. Муж — сын Занги Мавдуд.
- Дочь — Нура-хатун. Муж — Дилмачоглу Девлетшах-бей, брак заключен 1149 году. Умерла в 1151 году.